# Чалов, Илья Витальевич
Илья́ Вита́льевич Ча́лов (род. 24 марта 1995, Балаково, Саратовская область) — российский спидвейный гонщик.  Чемпион России, Европы и мира среди юниоров в командном зачёте, вице-чемпион России в личном зачёте 2015 г.

## Клубная карьера
Воспитанник балаковской школы спидвея, за который выступает с 2009 г. по настоящее время. В составе сборной России в один год (2011) выиграл юниорские командные чемпионаты Европы и мира.
C 2011 г. принимает участие в гонках польской лиги.
В 2013 г. входил в состав взрослой сборной России на Кубке мира.
Основные достижения во взрослом зачете:  чемпион КЧР в составе «Турбины» (2011, 2012, 2020 гг.), серебряная медаль Личного чемпионата России 2015 и 2018 гг.

### Среднезаездный результат
| Лига         | 2010          | 2011          | 2012           | 2013          | 2014          | 2015          | 2016          | 2017          | 2018          | 2019          | 2020          | 2021          |
| ------------ | ------------- | ------------- | -------------- | ------------- | ------------- | ------------- | ------------- | ------------- | ------------- | ------------- | ------------- | ------------- |
| Флаг России  | 2,167 Турбина | 1,786 Турбина | 1,750 Турбина  | 1,978 Турбина | 2,300 Турбина | 2,209 Турбина | 2,043 Турбина | 1,792 Турбина | 2,293 Турбина | 1,894 Турбина | 2,299 Турбина | 1,895 Турбина |
| Флаг Украины | 2,050 Турбина | -             | -              | -             | -             | -             | -             | -             | -             | -             | -             | -             |
| (I)          | -             | 0,750 Познань | 1,700 Островия | -             | 1,500 Рыбник  | -             | -             | -             | -             | -             | -             | -             |
| (II)         | -             | -             | -              | 2,345 Рыбник  | -             | -             | -             | 1,661 Кросно  | 1,982 Кросно  | -             | 3,000 Жешув   | 0,750 Жешув   |

## Достижения
| - Чемпионат России по спидвею среди юношей: в командном зачёте —2 место (2007, 80 см3) - Чемпионат России по спидвею среди юниоров до 19 лет: в личном зачёте — 1 место (2011) - Чемпионат России по спидвею среди юниоров до 21 года: в личном зачёте — 1 место (2011, 2014), 2 место (2012, 2013, 2015, 2016) в командном зачёте — 1 место (2011, 2012, 2016), 2 место (2010, 2013, 2014), 3 место (2015) в парном зачёте — 1 место (2012, 2013, 2014) - Чемпионат России по спидвею в личном зачёте — 2 место (2015, 2018) в командном зачёте — 1 место (2011, 2012, 2020), 2 место (2010, 2015-2018, 2021), 3 место (2013, 2014, 2019) в парном зачёте — 1 место (2010, 2014, 2015, 2021), 2 место (2013, 2016-2018), 3 место (2012, 2019) | - Мемориал Евгения Леошкина – 1 место (2011, личные, Балаково) - Турнир в Начбах-Лойперсбахе – 1 место (2012, личные) - Мемориал Рината Марданшина – 1 место (2016, личные, Октябрьский) |  |